# Loterie Romande
Die Loterie Romande ist eine Schweizer Lotterie mit Lotteriemonopol für die Romandie.

## Geschichte
Lotterien und gewerbsmässige Wetten waren 1915 in der Schweiz verboten worden, doch 1923 wurden privat organisierte Lotterien, die gemeinnützigen oder wohltätigen Zwecken dienten, vom Verbot ausgenommen. In der Weltwirtschaftskrise der 1930er Jahre entwickelte sich das Lotteriewesen unkontrolliert, worauf vier staatlich kontrollierte Lotteriegesellschaften entstanden und ein Monopol schufen. Den Anfang machte 1933 die Berner SEVA-Lotterie, gefolgt von der am 16. August 1937 in Lausanne gegründeten Société de la loterie de la Suisse romande und der Interkantonalen Landeslotterie (heute Swisslos), die beide durch interkantonale Konkordate geregelt waren. Zuletzt kam 1938 Sport-Toto-Gesellschaft hinzu.
Die Loterie Romande wurde von den Kantonen Waadt, Freiburg, Wallis, Neuenburg und Genf gegründet. Ihr Zweck war es, die erzielten Gewinne an die Städte zu verteilen, damit die sozialen Bedürfnisse und das Wohlbefinden gesichert werden konnten. Der Kanton Jura trat der Loterie Romande bei seiner Gründung im Jahr 1979 bei. Bis 1984 organisierte die Loterie Romande Lottoveranstaltungen mit nummerierten Kugeln von 1 bis 9. Diese fanden ein- bis zweimal pro Monat in einer Westschweizer Ortschaft statt. 1978 brachte die Lotterie das erste Rubbellos Europas auf den Markt, das gleich sehr beliebt war.
Im Jahr 1987 wurde «Tribolo» lanciert, das aufgrund der grossen Beliebtheit heute noch verkauft wird. Bisher wurden über 430 Sujets ausgegeben, immer zu einem aktuellen Thema. Im gleichen Jahr wurde das Angebot stark ausgebaut. Seit 1999 wurden vermehrt auch elektronische Spiele angeboten. Mithilfe von Touchscreens können Kartenspiele auch papierlos getätigt werden. Das Unternehmen ist seit dem 8. Oktober 2004 auch an das Spiel «Euro Millions» angeschlossen. Am 30. Oktober 2023 lancierten das Unternehmen und acht weitere europäische Lotterien gemeinsam das neue Lottospielspiel EuroDreams. Weiter bietet es heute rund 15 Sofortgewinnlose, drei Online-Spiele, eine Pferdewette, elektronische Spiele, Swiss Lotto sowie verschiedene Sportwetten an. In Europa gehört die Loterie Romande zu den wettbewerbsfähigsten und hat seit 1998 rund zwei Milliarden Schweizer Franken an gemeinnützige Zwecke ausgegeben.

## Gewinnverteilung
Die Lotterie nahm im Jahr 2008 einen Bruttospielertrag von 366 Millionen Franken ein und erzielte dabei einen Gewinn von 185 Millionen. Dieser wurde dann an acht verschiedene öffentliche Bereiche verteilt. Über ein Drittel ging an die Kultur und je etwa ein Achtel an die Jugend und Erziehung, sowie an Gesundheit und Behinderung.

## Galerie

Das erste Rubbellos in Europa
Das Los «Tribolo» – ein Dauerbrenner
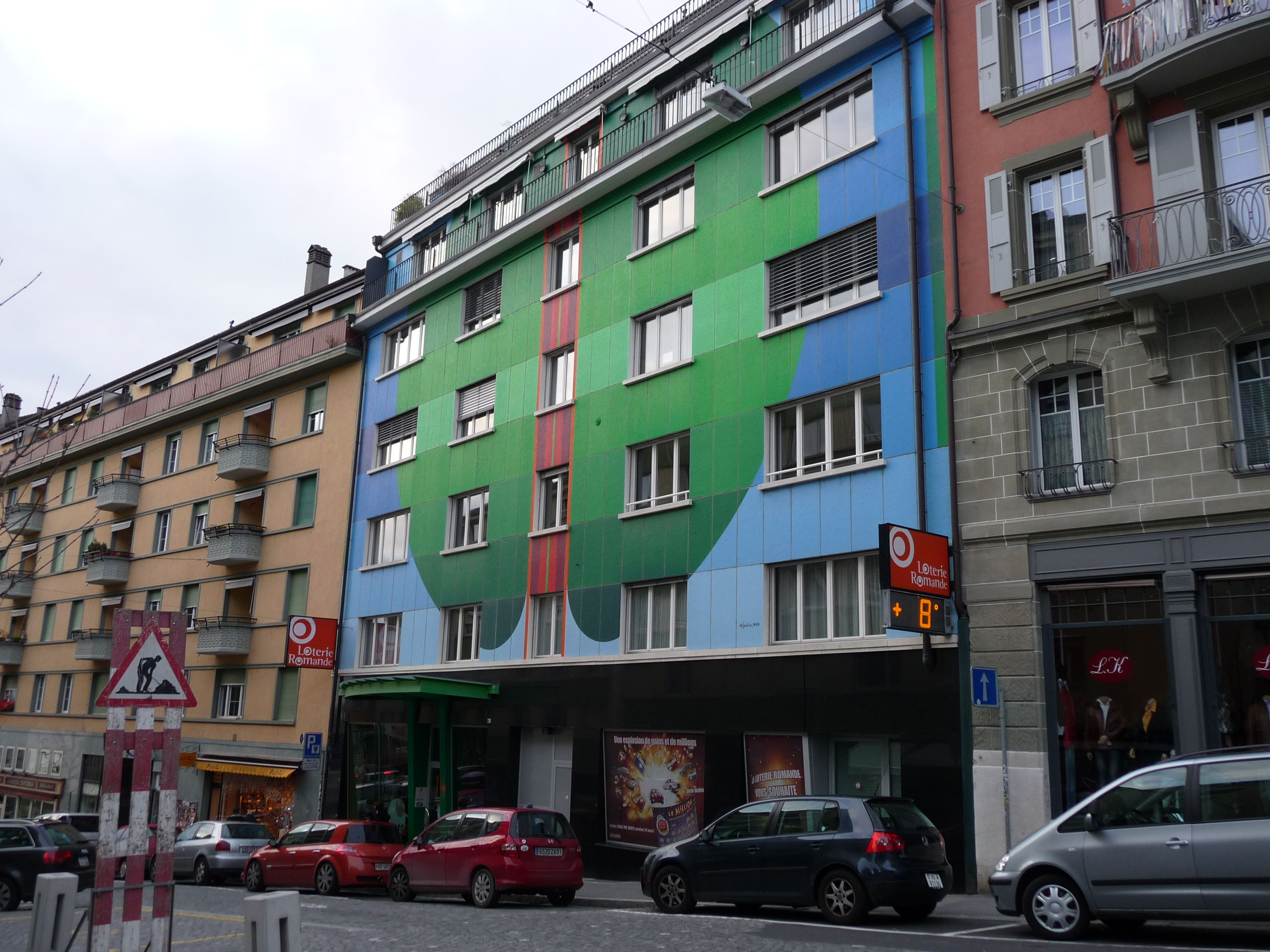
Hauptsitz in Lausanne